# Burg Lauterbach (Freystadt)
Die Burg Lauterbach, auch Herrenhaus Lauterbach genannt, ist eine abgegangene Burg im heutigen Freystädter Ortsteil Lauterbach im Landkreis Neumarkt in der Oberpfalz.

## Geographische Lage
Laut Quellen lag die Burg mitten im langgestreckten Dorf an der Gasse. Sie ist nicht identisch mit dem sogenannten Gutser Schloss.

## Geschichte
Zwischen 1118/19 und 1125 siegelte der Ortsadelige „Fridericus de Lutenbach“ als diepoldingischer Gefolgsmann. Um die Mitte dieses Jahrhunderts tritt der Ortsadelige „Hartnit (Hartuit?) de Luterbach“ als Urkundenzeuge in Erscheinung. Ein Heinrich von Lauterbach wird 1274 genannt.
Der Edelsitz, der wahrscheinlich aus dem bajuwarischen Meierhof hervorgegangen ist, lag im Herrschaftsgebiet der Grafen von Hirschberg und ging 1305 mit deren Aussterben hoheitsrechtlich an das kaiserliche Landgericht Hirschberg über. 1430 wurde mit diesen Vogteirechten des Landgerichtes Wigileis/Wiguleus Rauscher belehnt. Das Hirschberger Dienstmannengeschlecht Rauscher war in der Gegend südlich von Neumarkt mehrfach begütert, so in Obermässing, Nottersdorf, Möning, Kauerlach, Hagenbuch und Liebeneck bei Mettendorf. Als Besitzer des der Überlieferung nach kleinen Edelsitzes wird im 14. Jahrhundert die Adelsfamilie Klack von Obermässing genannt. Im frühen 15. Jahrhundert ging der Sitz an die Adelsfamilie Haider über; 1424 wird Endres Haider zu Lauterbach genannt. 1461 verkaufte sein in den geistlichen Stand eingetretener Sohn Friedrich an den Gredinger Pfarrer und Spalter Dekan Hans Wermger; mit anderen bezeugte dies sein Bruder Hans zu Lauterbach. Hans Beringer, Wermgers Nachfolger, veräußerte den Ansitz mit Zugehörungen an Hans Wolfstein zu Obersulzbürg. Hans Haider geriet mit den Wolfsteinern darüber in Streit, der mit einer Entschädigung Haiders endete. 1513 saß noch Hans Haider der Jüngere zu Lauterbach, bevor er bald darauf das von ihm vom Hochstift Eichstätt erworbene Schlösschen Eibwang im Anlautertal bezog.
Wie der Edelsitz unter die Territorialhoheit von Pfalz-Neumarkt kam (so für 1497 überliefert), ist unklar. In der jahrhundertelangen Auseinandersetzung um die Hochgerichtsbarkeit an der südlichen Grenze des Neumarkter Schultheißenamtes schloss das Hochstift Eichstätt mit Kurbayern, das sich auf die früheren Vogteirechte der Grafen von Hirschberg über das Amt Jettenhofen berief, am 30. Januar 1767 einen Staatsvertrag ab, mit dem die Landeshoheit über Lauterbach und andere Orte in der Nähe endgültig dem Hochstift zugesprochen wurde.
Um 1518 erwarb der bürgerliche Hanns Kechlern, (bei Hofmann/Mader wohl richtig: Hans Rechler) Richter zu Untermässing, das inmitten von Lauterbach gelegene „Sitzlein“, wohl um durch Pfalz-Neumarkt nobilitiert zu werden. Zu dieser Zeit war dieses ein „öder, ungebauter Burgstall“, und Felder, Wiesen und Gärten waren bereits vor ihm in andere Hände gelangt. Bald nach 1555 trennte sich Rechler wieder von dem Besitz, ohne dort je gewohnt zu haben; später erscheint er als Rechler von Rechlerstein, ist also nobilitiert worden.
Vor 1564 ging dann der Edelsitz an Rudolf von Hirnheim zu Jettenhofen über. Nach dessen Tod veräußerten seine vier Töchter neben dem Burggriesbacher Schloss auch den Lauterbacher Sitz 1586 an den Eichstätter Bischof Martin von Schaumberg, ebenso die zum Sitz gehörenden fünf Anwesen im Dorf, die „herrschaftlichen“ oder „herrenhausischen“ Untertanen. Unmittelbar zum Edelsitz gehörten zu dieser Zeit als Liegenschaften nur noch der drei Tagwerk große Acker „Wolfsgrub“, der dem Schloss gegenüber auf der anderen Straßenseite gelegene Garten, der später zu einem Acker umgewandelt wurde, eine vier Tagwerk große Wiese unterhalb des Dorfes und die „Engellohe“, eine drei Tagwerk große Wiese zwischen Lauterbach und Jettenhofen. Die bischöfliche Hofkammer vergab das Schlösschen mit den landwirtschaftlichen Nutzflächen an bäuerliche Grundholden.
Infolge des Dreißigjährigen Krieges waren 1642 nur drei der herrenhausischen Anwesen besetzt, 1644 wieder fünf. 1658 besaß Leonhard Dengler der Ältere das Herrenhaus. 1709 wird berichtet, dass das Herrenhaus, der dazugehörende Stadel und der weite Hofraum öde liegen; Besitzer war zu dieser Zeit Michael Hilpoltsteiner, der Inhaber der Eichstätter Taferne in Burggriesbach, der anscheinend nur die wenigen landwirtschaftlichen Flächen des ehemaligen Edelsitzes nutzte. 1786 bestanden Haus und Stadel nicht mehr. 1802 verkaufte die Eichstätter Hofkammer die Liegenschaften an mehrere Bauern.